# Deriba Merga
Deriba Merga (Nekemte, 26 oktober 1980) is een Ethiopische langeafstandsloper. Hij nam eenmaal deel aan de Olympische Spelen en werd bij die gelegenheid vierde op de marathon.

## Biografie

### Eerste aansprekende resultaten
Nadat Merga in 2006 op het WK 20 km in Debrecen reeds een zesde plaats had behaald in een tijd van 57.27, werd hij een jaar later vierde op het WK halve marathon in de Italiaanse stad Udine met een persoonlijk record van 59.16. De wedstrijd werd gewonnen door Zersenay Tadese in 58.59. In datzelfde jaar werd hij elfde op de marathon van Parijs in 2:13.33, waar de Qatarees Mubarak Shami zegevierde in 2:07.13. In 2008 verbeterde hij zijn persoonlijk record in de marathon van Londen, waar hij als zesde aankomende een tijd van 2:06.38 realiseerde.

### Op OS net buiten de medailles
Op basis van zijn goede prestaties in de marathons van Fukuoka in 2007 en Londen in 2008 werd Deriba Merga geselecteerd voor de Olympische Spelen in Peking. Hier viel hij op de marathon als tweede aankomende Ethiopiër net buiten de medailles; hij finishte als vierde in 2:10.21, op bijna vier minuten achterstand van de Keniaanse winnaar Samuel Wanjiru, die in 2:06.32 met het goud aan de haal ging.

### Wereldrecord geëvenaard
Op 20 februari 2009 won Merga de Halve marathon van Ras al-Khaimah in 59.18. Tussentijds werd op het 15 km-punt zijn tijd eveneens officieel vastgesteld. De geklokte 49.29 bleek precies gelijk aan het wereldrecord dat Felix Limo in 2001 vestigde. Vervolgens bewees Merga zichzelf een grote dienst door op 20 april 2009 te zegevieren in de klassieke Boston Marathon, nadat in de drie voorafgaande afleveringen de overwinning steeds naar Kenia was gegaan in de persoon van Robert Kipkoech Cheruiyot. Zijn winnende tijd was 2:08.42. Daarmee had hij precies vijftig seconden voorsprong op de beste Keniaan Daniel Rono, die tweede werd in 2:09.32, gevolgd door de Amerikaan Ryan Hall in 2:09.40.
In Nederland is Deriba Merga geen onbekende. Zo won hij in december 2006 de Montferland Run (15 km) in 42.48.

## Titels
- Ethiopisch kampioen 20 km - 2006

## Persoonlijke records
| Onderdeel      | Prestatie         | Datum            | Plaats         |
| -------------- | ----------------- | ---------------- | -------------- |
| 10.000 m       | 27.02,62          | 26 mei 2007      | Hengelo        |
| 10 km          | 27.24             | 23 mei 2009      | Ottawa         |
| 15 km          | 41.29 (ex-WR; NR) | 20 februari 2009 | Ras al-Khaimah |
| 20 km          | 56.13             | 14 oktober 2007  | Udine          |
| halve marathon | 59.15             | 9 november 2008  | New Delhi      |
| 25 km          | 1:13.08           | 30 oktober 2011  | Frankfurt      |
| 30 km          | 1:28.07           | 30 oktober 2011  | Frankfurt      |
| marathon       | 2:06.38           | 13 april 2008    | Londen         |

## Palmares

### 10 km
- 2005:  Great Ethiopian Run - 28.34,9
- 2006:  Loopfestijn in Voorthuizen - 29.05
- 2006:  Great Ethiopian Run - 28.19
- 2008:  World's Best in San Juan - 28.03
- 2008:  Great Ethiopian Run - 29.11
- 2009:  MDS Nordion in Ottawa - 27.23,9
- 2009:  Sunfeast World in Bangalore - 28.13
- 2010: 4e Sunfeast World in Bangalore - 28.32
- 2010:  Ottawa - 28.41,7
- 2010: 4e Corrida de São Silvestre in Luanda - 28.48,4
- 2011:  Ottawa - 28.30,3
- 2012: 5e Giro Podistico Internazionale di Castelbuono - 31.13
- 2013: 5e Okpekpe Road Race - 30.54
- 2014: 5e Abu Dhabi - 28.04

### 15 km
- 2006:  Montferland Run - 42.48
- 2013: 4e Utica Boilermaker - 45.12

### 20 km
- 2006:  Ethiopische kamp. in Addis Ababa - 1:00.16
- 2006: 6e WK in Debrecen - 57.27

### halve marathon
- 2006:  halve marathon van Parijs - 1:00.45
- 2007:  halve marathon van Ras al-Khaimah - 59.44
- 2007:  halve marathon van Algiers - 1:02.24
- 2007:  halve marathon van Rotterdam - 59.25
- 2007: 4e WK in Udine - 59.16
- 2008: DNF WK in Rio de Janeiro
- 2008:  halve marathon van New Delhi - 59.15
- 2009:  halve marathon van Ras al-Khaimah - 59.18
- 2009:  halve marathon van New Delhi - 59.54
- 2010:  halve marathon van Bogota - 1:02.31
- 2011:  halve marathon van Ras al-Khaimah - 59.25
- 2011:  halve marathon van Yangzhou - 1:01.10
- 2011:  halve marathon van Bogota - 1:04.49
- 2012:  halve marathon van New York - 59.48
- 2013:  halve marathon van Houston - 1:02.00
- 2013: 4e halve marathon van Parijs - 1:01.37
- 2015:  halve marathon van Ribarroja - 1:03.36

### marathon
- 2005:  marathon van Addis Ababa - 2:24.02
- 2007: 11e marathon van Parijs - 2:13.33
- 2007:  marathon van Fukuoka - 2:06.50
- 2008: 6e marathon van Londen - 2:06.38
- 2008: 4e OS - 2:10.21
- 2009:  marathon van Houston - 2:07.52
- 2009:  marathon van Boston - 2:08.42
- 2009: DNF WK
- 2010:  marathon van Boston - 2:08.39
- 2011:  marathon van Otsu - 2:09.13
- 2012: 10e marathon van Shanghai - 2:21.14
- 2013: 26e marathon van Boston - 2:21.40
- 2013:  marathon van Istanboel - 2:14.43